# Cosculluela
Cosculluela (* 15. Oktober 1980 als José Fernando Cosculluela Suarez in Humacao, Puerto Rico) ist Vertreter der Genres Hip-Hop und Reggaeton. Er ist auch bekannt unter den Namen El Principe, El Princi, The Champion Boy, Dracula Boy oder The White Nigga.

## Leben
José wuchs in Humaco auf, einem Slum von San Juan, der Hauptstadt Puerto Ricos. Er wurde früh mit Drogen und Gewalt konfrontiert. Zum Beispiel verkaufte sein älterer Bruder Drogen, während er auf José aufpasste. Außerdem wurde er als Weißer in einem Viertel groß, in dem überwiegend Latinos und Schwarze lebten. Um sich gegen die anderen Jugendlichen durchsetzen zu können, begann er 1993 als Dreizehnjähriger seine ersten Texte zu schreiben. Von da an nahm er regelmäßig an Freestylebattles teil. Als Fünfzehnjähriger nahm er ein Demotape auf, mit dem er aber keinen Erfolg hatte. Er blieb ohne Vertrag.
Als er merkte, dass seine Freunde mit Drogengeschäften schon mehr Geld verdienten als ihre Eltern, beschloss er die Musik aufzugeben und selbst ins Drogengeschäft einzusteigen. Nachdem ein guter Freund von José einen Vertrag bei dem Label Buddhas Family in New York City bekommen hatte, bat José ihn, dem Label sein Demotape vorzustellen. 2002 wurde er bei Buddhas Family Records unter Vertrag genommen. 2005 erschien seine erste Single Te Va A Ir Mal, aufgenommen zusammen mit seinem Freund namens Getto. Nach dieser Single wurde der Plan eines Albums von Cosculluela fallen gelassen, da man am Erfolg der LP zweifelte. Daraufhin verließ Cosculluela das Label.
Als er wieder nach Puerto Rico zurückkehrte, freundete er sich mit De La Ghetto an, der zu dem Zeitpunkt mit seinem Mixtape El Jefe Del Bloque schon auf sich aufmerksam gemacht hatte. De La Ghetto verhalf Cosculluela zu mehreren Features, u. a. mit Syko, Yomo, Zion y Lennox und Arcángel. Als De La Ghetto 2008 sein eigenes Label Massacre Musical Inc. eröffnete, nahm er Cosculluela unter Vertrag. José veröffentlichte 2008 sein Debütalbum El Principe bei Massacre Musical Inc. Da sich das Album nur schlecht verkaufte, sorgte De La Ghetto dafür, dass Cosculluela auf dem Somos De Calle Remix von Daddy Yankee einen Gastpart bekam. 2009 erschien sein Album (El Principe) mit dreizehn neuen Songs unter dem Namen El Principe: Ghost Edition.
2010 eröffnete er sein eigenes Label Rockweiler Inc., das eng mit Massacre Musical Inc. kooperiert. Im selben Jahr erschien sein drittes Album mit dem Titel The Rockweiler, 2011 folgte sein Album Humaco Boy.

## Diskografie

### Alben
| Jahr | Titel         | Höchstplatzierung, Gesamtwochen, AuszeichnungChartplatzierungen (Jahr, Titel, Platzierungen, Wochen, Auszeichnungen, Anmerkungen) | Höchstplatzierung, Gesamtwochen, AuszeichnungChartplatzierungen (Jahr, Titel, Platzierungen, Wochen, Auszeichnungen, Anmerkungen) | Höchstplatzierung, Gesamtwochen, AuszeichnungChartplatzierungen (Jahr, Titel, Platzierungen, Wochen, Auszeichnungen, Anmerkungen) | Anmerkungen                             |
| Jahr | Titel         | US | Latin | ES | Anmerkungen                             |
| ---- | ------------- | --- | --- | --- | --------------------------------------- |
| 2008 | El Principe   | US185 (1 Wo.)US | Latin3 Gold · (28 Wo.)Latin | — |                                         |
| 2011 | El Niño       | — | Latin23 (7 Wo.)Latin | — | Erstveröffentlichung: 13. Dezember 2011 |
| 2012 | War Kingz     | — | Latin28 (4 Wo.)Latin | — | Erstveröffentlichung: 11. Dezember 2012 |
| 2014 | Santa Cos     | — | Latin32 (1 Wo.)Latin | — | Erstveröffentlichung: 28. März 2014     |
| 2015 | The Ones      | — | Latin39 (2 Wo.)Latin | — |                                         |
| 2016 | Blanco Perla  | — | Latin2 Gold · (19 Wo.)Latin | — | Erstveröffentlichung: 15. März 2016     |
| 2023 | El Principe 2 | — | — | ES99 (1 Wo.)ES | Erstveröffentlichung: 14. Dezember 2023 |

Weitere Alben
- 2009: El Principe: Ghost Edition
- 2010: The Rockweiler
- 2011: Humaco Boy

### Singles
| Jahr | Titel Album              | Höchstplatzierung, Gesamtwochen, AuszeichnungChartplatzierungen (Jahr, Titel, Album, Platzierungen, Wochen, Auszeichnungen, Anmerkungen) | Höchstplatzierung, Gesamtwochen, AuszeichnungChartplatzierungen (Jahr, Titel, Album, Platzierungen, Wochen, Auszeichnungen, Anmerkungen) | Anmerkungen                                                                              |
| Jahr | Titel Album              | Latin | ES | Anmerkungen                                                                              |
| ---- | ------------------------ | --- | --- | ---------------------------------------------------------------------------------------- |
| 2010 | Prrrum El Principe       | Latin36 (2 Wo.)Latin | ES— GoldES | feat. Wisin & Yandel                                                                     |
| 2015 | Te busco –               | Latin7 ×2Doppelplatin · (27 Wo.)Latin | ES24 ×2Doppelplatin · (51 Wo.)ES | Erstveröffentlichung: 4. Juli 2015 feat. Nicky Jam                                       |
| 2016 | A Donde Voy Blanco Perla | Latin27 Platin · (20 Wo.)Latin | ES45 Platin · (27 Wo.)ES | feat. Daddy Yankee                                                                       |
| 2016 | Manicomio Blanco Perla   | Latin30 ×2Doppelplatin · (17 Wo.)Latin                                                                                                   | ES18 ×2Doppelplatin · (25 Wo.)ES |                                                                                          |
| 2017 | Solo a solas –           | — | ES97 (2 Wo.)ES | Erstveröffentlichung: 27. Oktober 2017 feat. Maluma                                      |
| 2018 | Madura –                 | Latin14 Platin · (23 Wo.)Latin | ES9 ×4Vierfachplatin · (27 Wo.)ES | Erstveröffentlichung: 13. April 2018 feat. Bad Bunny                                     |
| 2020 | Enemigos Ocultos Enoc    | Latin17 (3 Wo.)Latin | ES23 Gold · (4 Wo.)ES | Erstveröffentlichung: 1. September 2020 mit Ozuna, Arcangel, Wisin, Myke Towers & Juanka |

Weitere Singles
- 2005: Te Va A Ir Mal feat. Getto
- 2008: Plaka Plaka
- 2009: Na Na Nau
- 2009: Humaco
- 2010: Blam Blam
- 2010: La Plastica
- 2010: Na Na Nau (Remix) (feat. Jowell y Randy)
- 2011: Cuidau Au Au
- 2016: Solo a Solas (feat. Maluma, US: Platin (Latin))
- 2016: Me ama me odia (mit Revol, Ozuna, Arcangel, Brytiago, US: ×4Vierfachplatin (Latin) , ES: Gold)
- 2017: Tu No Metes Cabra (Remix) (feat. Daddy Yankee, Anuel AA & Cosculluela, US: Platin (Latin))
- 2018: Te Boté 2 (mit Nio Garcia, Casper Magico, Jlo, Wisin & Yandel, US: Platin (Latin))
- 2019: Simple (mit DJ Luian, Mambo Kingz, Ozuna, Ñengo Flow, Baby Rasta & Gringo, US: ×2Doppelplatin (Latin) )

Weitere Lieder mit Auszeichnungen
- 2016: Hola beba (ES: Gold)

### Gastbeiträge
| Jahr | Titel Album                      | Höchstplatzierung, Gesamtwochen, AuszeichnungChartplatzierungen (Jahr, Titel, Album, Platzierungen, Wochen, Auszeichnungen, Anmerkungen) | Höchstplatzierung, Gesamtwochen, AuszeichnungChartplatzierungen (Jahr, Titel, Album, Platzierungen, Wochen, Auszeichnungen, Anmerkungen) | Anmerkungen                                                |
| Jahr | Titel Album                      | Latin | ES | Anmerkungen                                                |
| ---- | -------------------------------- | --- | --- | ---------------------------------------------------------- |
| 2015 | La Pelicula De Camino Pa la Cima | Latin50 (1 Wo.)Latin | — | J Alvarez feat. Cosculluela                                |
| 2016 | DM –                             | Latin33 Platin · (2 Wo.)Latin | — | Mueka feat. Cosculluela, J Balvin, Arcángel & De La Ghetto |

Weitere Gastbeiträge
- 2006: Asi Es Mi Vida (Remix) (Syko feat. De La Ghetto, Yomo & Cosculluela)
- 2006: La Noche (Arcángel feat. Cosculluela)
- 2007: Bienvenidos a Mi Mundo (Nova y Yory feat. Syko & Cosculluela)
- 2008: Ella es Chula (Zion y Lennox feat. Cosculluela)
- 2017: Ayer 2 (Anuel AA feat. DJ Nelson, J Balvin, Nicky Jam & Consulluela, ES: Platin)
- 2018: Soltero (Jon Z feat. Baby Rasta, Bryant Myers, Cosculluela, Boy Wonder CF, US: Gold)
- 2018: Domingo (Reykon feat. Cosculluela, US: Gold (Latin))
- 2018: Explicale (Remix) (Yandel feat. Bad Bunny, Noriel Cosculluela & Brytiago, ES: Platin)
- 2018: Momentos (Bryant Myers feat. Cosculluela, ES: Platin)

### Musikvideos
- 2008: Plaka Plaka
- 2009: Na Na Nau
- 2009: Prrrum
- 2011: Cuidau Au Au